# Tedox
Die tedox KG ist ein Einzelhandelsunternehmen im Baumarktbereich mit Sitz in Harste, einem Ortsteil von Bovenden im Landkreis Göttingen. Es bezeichnet sich selbst als Renovierungs-Discounter. Im Jahr 2023 betreibt das Unternehmen über 120 Filialen in Deutschland (2017: 111, 2012: 82).
Im ehemaligen Gutshof befindet sich der Sitz der ehemaligen Teppich Domäne Harste GmbH & Co. KG, die 1972 von Karl-Heinz Rehkopf und Rainer Wunderlich gegründet wurde. Die beiden Unternehmensgründer teilten das Unternehmen 1986 in zwei Bereiche auf.  Rainer Wunderlich führte die Domäne Einrichtungsmärkte, die sich auf Möbel spezialisierten. Karl-Heinz Rehkopf führte die Teppich Domäne Harste GmbH & Co. KG, die unter anderem Bodenbeläge, Farben und Tapeten, Gardinen, Lampen, Haushaltswaren, Lebensmittel, Möbel, Heimtextilien und Teppiche im Niedrig-Preissegment anbietet.
Die Teppich Domäne Harste GmbH & Co. KG wurde 2007 in Tedox  umbenannt, gebildet aus den beiden Anfangsbuchstaben von Teppich und Domäne und einem x. Der Einkauf sitzt in Nörten-Hardenberg. Bis in die frühen 2000er Jahre konzentrierten sich die Filialen hauptsächlich im Ruhrgebiet und in Niedersachsen. Heute erstrecken sich die Filialstandorte über ganz Deutschland, hinzu kommt seit 2007 ein Online-Shop.
Zwischen 1992 und 2017 arbeitete Tedox im Einkauf mit dem Möbelhausdiscounterfilialisten Roller zusammen, an dem die Eigentümerfamilie Rehkopf bis zum Juli 2007 mit 25,1 % beteiligt war.